# Полегенько, Павел Игоревич
Па́вел И́горевич Полеге́нько (укр. Павло Ігорович Полегенько; род. 6 января 1995, Чернигов) — украинский футболист, защитник львовских «Карпат».

## Игровая карьера

### Ранние годы
Павел Полегенько родился в Чернигове. Начал заниматься футболом в своё удовольствие, играл за команду своей школы. Через некоторое время родители отдали его в футбольную секцию в местной спортивной школе. В ДЮФЛ Полегенько защищал цвета черниговской «Юности», где тренировался под руководством своего первого детского тренера Александра Александровича Устенко. Летом 2006 года Павел в составе «Юности» приехал в Киев на матч против с «Динамо», который проходил в манеже тренировочной базы в Конча-Заспе. После игры футболист получил приглашение пройти сборы с киевлянами, по результатам которых остался в команде. В «Динамо» первыми тренерами Полегенько были Александр Шпаков и Алексей Дроценко. В последующие годы Полегенько в составе «динамовцев» трижды выигрывал чемпионат Украины в ДЮФЛ, неоднократно побеждал в чемпионатах и Кубках города, становился победителем международных детско-юношеских турниров.

### Молодёжная команда «Динамо»
Летом 2012 года после выпуска из академии Полегенько был зачислен в команду Валентина Белькевича, которая готовилась к старту первом розыгрыше юношеского первенства Украины. В дебютном сезоне 2012/13 футболист провёл в этой команде 26 матчей из 28 возможных, забив в них семь мячей, а его «Динамо» ещё за тур до конца соревнований уверенно стала чемпионом Украины. В следующем сезоне Валентин Белькевич возглавил молодёжную команду. Вслед за ним туда был переведён и Полегенько. Став капитаном «Динамо» (U-21), футболист провёл там два сезона.

### «Говерла»
Летом 2015 вместе с группой других игроков «Динамо» из 12 человек ушёл в аренду в ужгородскую «Говерлу». В украинской Премьер-лиге дебютировал 19 июля 2015 в матче первого тура чемпионата против днепропетровского «Днепра» (1:1), в котором вышел на замену на 80 минуте вместо другого «динамовца» Виталия Гемеги. Всего за «Говерлу» провёл 3 встречи в чемпионате и 1 в Кубке Украины, во всех четырёх играх выходил на замену, в общей сложности проведя на поле 100 минут в Премьер-лиге и 37 в Кубке.

### «Динамо-2»
В начале сентября 2015 вернулся в «Динамо» и присоединился к фарм-клубу киевлян «Динамо-2», выступающему в Первой лиге, где дебютировал 6 сентября в выездном матче против харьковского «Гелиоса», выйдя на замену Михаилу Удоду на 82-й минуте встречи. За вторую динамовскую команду выступал до её расформирования в июне 2016 года.

### «Звезда»
В сентябре 2016 года подписал контракт с кропивницкой «Звездой». Первый матч в новой команде провёл 25 сентября 2016 года, на 87-й минуте заменив Алексея Чичикова в домашнем матче против каменской «Стали». 12 марта 2017 года отличился первым голом в Премьер-лиге, со штрафного забив в ворота киевского «Динамо». В 2018 году, после вылета «Звезды» в первую лигу, покинул клуб.

### «Десна»
17 сентября 2020 року подписал контракт с черниговской «Десной». Всего в сезоне УПЛ 2020/21 провёл за «Десну» 10 матчей, а его команда финишировала на 6-м месте, не попав в зону еврокубков.

### «Ингулец»
26 мая 2021 года подписал контракт с «Ингульцом» после того как истёк срок действия его контракта с «Десной».

## Международная карьера
С 2012 года Полегенько выступал за сборные Украины разных возрастов. 2015 году В составе молодёжной сборной Украины до 20 лет принимал участие в молодёжном чемпионате мира в Новой Зеландии, где был основным правым защитником «жёлто-синих» и дошёл с командой до 1/8 финала.

## Достижения
«Заря» (Луганск)
- Бронзовый призёр чемпионата Украины: 2022/23

«Карпаты» (Львов)
- Серебряный призёр Первой лиги Украины: 2023/24